# 彭旷高
彭旷高（1902年—1951年9月26日），湖北天门人，中华民国军人、政治人物。
北京陆军通信军官学校、陆军大学特别班毕业。1927年2月就职于国民革命军总司令部交通处，1933年参加围剿中央苏区，1937年9月任第54军参谋长，参加淞沪会战，后先后任任陆军通信兵学校教育处长、西南游击训练班教务处长、湖北省第1区行政督察专员兼保安司令兼湘鄂赣挺进军鄂南指挥官、第6战区司令长官部少将高参、第29集团军参谋长，参加常德会战。1945年后先后任湖北省第3区行政督察专员兼保安司令、湖北省第6区行政督察专员兼保安司令兼湖北省第3、5、6区联防指挥官、中央训练团办公厅中将主任、湖北省政府委员兼民政厅长、第3兵团副司令官，12月26日在四川金堂投降中共。后任解放军西南军区高参。1951年9月26日以反革命罪在湖北天门被处决，1982年平反。